# Agrilinus obliviosus
Agrilinus obliviosus är en skalbaggsart som beskrevs av Edmund Reitter 1892. Agrilinus obliviosus ingår i släktet Agrilinus och familjen Aphodiidae. Inga underarter finns listade i Catalogue of Life.